# Oliver Janich
Pour les articles homonymes, voir Janich.
Oliver Janich, né à Munich le 3 janvier 1969, est un écrivain, journaliste et homme politique allemand. Il est le président du Parti de la raison (Partei der Vernunft) depuis la fondation en 2009.

## Publications
- Money-Management. Rationalität und Anwendung des Fixed-fractional-Ansatzes. TM-Börsenverlag, Rosenheim 1996,  (ISBN 3-930851-10-5).
- Das Kapitalismus-Komplott. Die geheimen Zirkel der Macht und ihre Methoden. FinanzBuch-Verlag, München 2010,  (ISBN 978-3-89879-577-7).